# Прапорець (інформатика)
Прапорець (також пра́пор, по́значка; англ. flag) — в інформатиці вживається щодо одного чи кількох біт пам'яті, використовуваним для зберігання двійкової комбінації або коду, який характеризує стан деякого об'єкта. Прапори зазвичай входять в певні структури даних, такі як записи баз даних, і їх значення, як правило, пов'язані зі значенням структур даних, частиною яких вони є. У багатьох випадках двійкове значення прапора являє собою кодоване представлення одного з декількох можливих станів або статусів об'єкта. В інших випадках двійкові значення прапорів можуть являти собою один або декілька атрибутів у бітовому полі, часто пов'язаних з можливостями або доступом, наприклад, «може бути записано в», або «може бути видалено». Однак прапорам можуть бути призначені і інші значення. Один з варіантів використання прапорів полягає в маркуванні для призначення структури даних до подальшої обробки.
У мікропроцесорах та інших логічних пристроях прапори зазвичай використовуються для управління та індикації проміжного або кінцевого стану, а також для характеристики результату різних операцій. Мікропроцесори як правило мають регістр статусу, який складається з таких прапорів, використовуваних для позначення різних станів після операції, наприклад, якщо відбулося арифметичне переповнення. Прапори можуть використовуватися в управлінні послідовністю операцій, зокрема, в обробці умовних команд переходу. Наприклад, по команді je (Jump if Equal, Перехід з рівності) в асемблері X86 відбудеться перехід, якщо був встановлений прапор Z (zero, нуль) на попередній операції.